# Nils-Peter Eckerbom

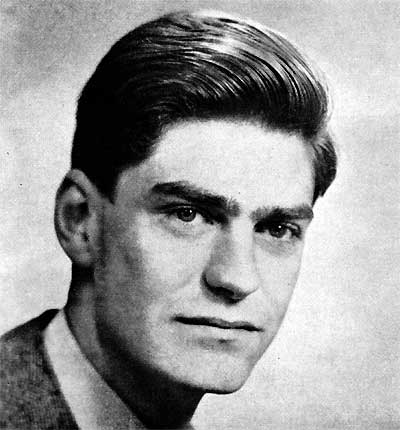
Nils-Peter Eckerbom omkring 1960

Nils Peter Bernhard Eckerbom, född 13 mars 1922 i Örebro, död 23 juni 1985 på samma plats, var en svensk författare, son till länsjägmästaren Nils Eckerbom.